# Karl Pottgiesser
Karl Pottgiesser (Dortmund, 1861 - ?, 1941) fou un compositor alemany.
Estudià la carrera de lleis, que abandonà per dedicar-se a la composició, tenint per professor en aquesta art a Riemann d'Hamburg. El 1890 s'establí a Múnic.
Entre les seves obres cal citar: l'òpera Heimkehr, estrenada a Colònia el 1903; una peça de circumstàncies titulada Siegfried von Xanten und Kriemhild, l'oratori Gott ist die Liebe, la comèdia lírica Aldegevers Erben, una composició per a baríton, cor mixt i orquestra, la lletra del qual és el Capítol XIII de la primera Epístola de san Pau als corintis; composicions corals, música de cambra, lieders, etc. Publicà a Die Musik el treball Beiträge zu J. S. Bachs Biographie (1903).